# 维洛特圣塞纳
维洛特圣塞纳（法語：Villotte-Saint-Seine，法語發音：[vilɔt sɛ̃ sɛn]）是法国科多尔省的一个市镇，位于该省中部，属于第戎区。

## 地理
维洛特圣塞纳（47°25'44"N, 4°42'21"E）面积7.59 平方千米，位于法国勃艮第-弗朗什-孔泰大區科多尔省，该省份为法国中东部省份，北起奥布省，西接涅夫勒省和约讷省，南至索恩-卢瓦尔省，东南接汝拉省，东临上索恩省，东北部与上马恩省接壤。
与维洛特圣塞纳接壤的市镇（或旧市镇、城区）包括：萨尔迈斯、布利尼勒塞克、蒂尔塞、韦雷苏萨尔迈斯。

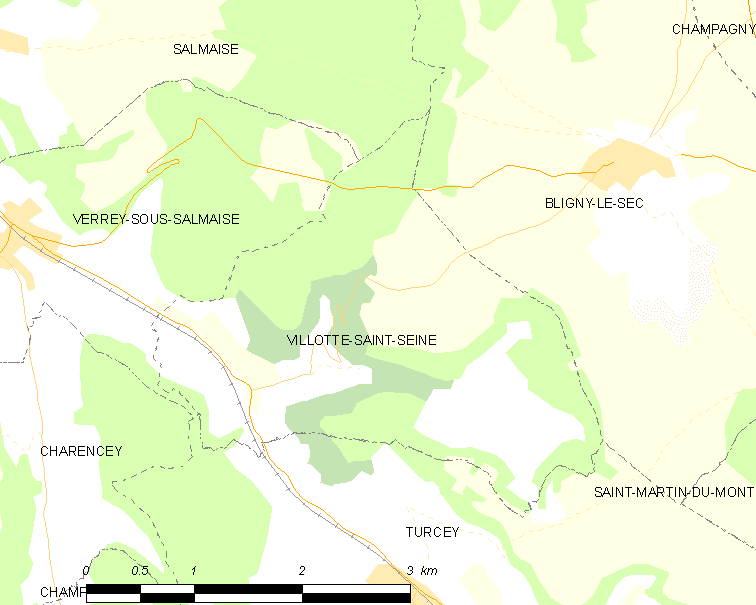
维洛特圣塞纳的OSM定位图

维洛特圣塞纳的时区为UTC+01:00、UTC+02:00（夏令时）。

## 行政
维洛特圣塞纳的邮政编码为21690，INSEE市镇编码为21705。

## 政治
维洛特圣塞纳所属的省级选区为方丹莱第戎县。

## 人口

1962-2008年间维洛特圣塞纳人口变化图示

维洛特圣塞纳于2022年1月1日时的人口数量为67人。